# Kanton Saint-Dizier-3
Der Kanton Saint-Dizier-3 ist seit 2015 ein französischer Wahlkreis im Arrondissement Saint-Dizier im Département Haute-Marne in der Region Grand Est. Sein Hauptort ist Saint-Dizier.

## Geschichte
Der Kanton wurde am 22. März 2015 im Rahmen der Neugliederung der Kantone neu geschaffen. Seine Gemeinden gehörten bis 2015 zum Kanton Saint-Dizier-Nord-Est (beide Gemeinden). Dazu kommen Viertel im Nordosten der Stadt Saint-Dizier.

## Gemeinden
Der Kanton besteht aus drei Gemeinden und Teilgemeinden mit insgesamt 10.261 Einwohnern (Stand: 1. Januar 2022) auf einer Gesamtfläche von 19,90 km²:
| Gemeinde              | Einwohner 1. Januar 2022 | Fläche km² | Dichte Einw./km² | Code INSEE | Postleitzahl |
| --------------------- | ------------------------ | ---------- | ---------------- | ---------- | ------------ |
| Bettancourt-la-Ferrée | 1.797                    | 5,38       | 334              | 52045      | 52100        |
| Chancenay             | 1.013                    | 9,86       | 103              | 52104      | 52100        |
| Saint-Dizier          | 7.451                    | 4,66       | 1.599            | 52448      | 52100        |
| Kanton Saint-Dizier-3 | 10.261                   | 19,90      | 516              | 5215       | –            |

1. ↑   Nur der nordöstliche Teil der Gemeinde, der Rest verteilt sich auf die Kantone Saint-Dizier-1 und Saint-Dizier-2.

## Politik
Im 1. Wahlgang am 22. März 2015 erreichte keines der vier Kandidatenpaare die absolute Mehrheit. Bei der Stichwahl am 29. März 2015 gewannen Rachel Blanc/Mokhtar Kahlal (beide DVD) gegen Stéphane Beaupoil/Catherine Hieronimus (beide FN) mit einem Stimmenanteil von 55,42 % (Wahlbeteiligung:41,50 %).
| Vertreter im Departementrat des Départements | Vertreter im Departementrat des Départements | Vertreter im Departementrat des Départements |
| Amtszeit                                     | Name                                         | Partei                                       |
| -------------------------------------------- | -------------------------------------------- | -------------------------------------------- |
| 2015–2021                                    | Rachel Blanc Mokhtar Kahlal                  | DVD                                          |
| 2021–                                        | Rachel Blanc Mokhtar Kahlal                  | DVD                                          |